# 瑶琴蛙
瑶琴蛙（学名：Nidirana yaoica），一种于中华人民共和国广西壮族自治区金秀县大瑶山地区发现的两栖动物，隶属于蛙科琴蛙属。

## 形态特征
瑶琴蛙体型中等且健壮，雄蛙体长40.4～45.9毫米。身体背部呈红棕色，具有红棕色脊线，脊线两侧深棕色，身体后部散布黑色斑点。背侧褶上部分红棕色，下部分黑色；体侧上部黄棕色，具不规则黑色斑点，下部黄白色。四肢背面红棕色，前肢前部有黑色纵行斑纹，后肢具黑色横斑。唇和喉灰白色，躯体和四肢的腹面乳黄色。